# Oreste Ristori
Oreste Ristori (San Miniato, 1874 – Florença, 1943) foi um jornalista e militante anarquista individualista  e anarco-comunista italiano. Imigrou para o Brasil em 1904 onde editou a revista libertária La Battaglia, militou arduamente contra a exploração dos imigrantes italianos nas fazendas de café, realizando uma intensa campanha contra imigração para o Brasil. Se empenhou na criação de escolas libertárias seguindo o modelo proposto por Francisco Ferrer para os filhos de camponeses e operários. Desde de sua chegada ao Brasil passou a ser sistematicamente perseguido pelo governo, até finalmente ser expulso pela ditadura de Getúlio Vargas em 1936 retornando à Itália.

## Biografia

### Primeiros anos
Oreste nasceu em uma família de camponeses pobres nas imediações de San Miniato em Pino, em 12 de agosto de 1874. Seu pai Egídio Ristori era um pastor de ovelhas, sua mãe de nome Massima Gracci auxiliava a família nos afazeres domésticos e realizava pequenos trabalhos rurais. Antes de completar dez anos mudou com sua família para Empoli (na rua Chiara às 16) em busca de melhores condições de vida. Em 1880 nasceu sua irmã que receberia o nome de Linda Ristori. Naqueles anos de profunda crise econômica em que a fome nas camadas populares se fez tantas vezes presente, ocorreram violentos confrontos entre diferentes classes sociais.
Desde de muito jovem Ristori teve que aprender a cuidar de si próprio. Em sua adolescência sobreviveu participando de pequenos rolos e atividades vistas como ilegais. No final do século XIX, na cidade de Empole e em seus arredores existiam muitos grupos anarquistas em atividade, engajados principalmente na defesa dos trabalhadores que por longos períodos ficavam desempregados levando a estes e as suas famílias à fome e à miséria.

### Juventude
Sem qualquer instrução o expectativas Ristori aproximou-se gradualmente dos grupos anarquistas que se reuniam nos mercados e bares nos espaços centrais de sua cidade. Ainda em uma idade precoce passou a fazer parte de um desses coletivos tomando parte em atos de repúdio à exploração laboral, à violência dos aparatos estatais contra os trabalhadores, bem como aos altos impostos cobrados pela Coroa do Rei Humberto I da Itália da Casa de Savoia.
A partir deste contato com anarquistas, em sua maioria ilegalistas, aos 17 anos de idade Oreste já se considerava ele próprio um anarcoindividualista e ilegalista, não só colocava ele próprio em prática diversas ações transgressivas, como também se mostrava portador de uma grande capacidade oratória que lhe renderia ainda em Empoli o apelido de "Bicudo".

### Prisão
Entre as possíveis ações de sua autoria, seria acusado ainda aos 17 anos de incendiar a casa tributária de Empoli, local onde os impostos eram guardados para serem enviados ao governo central. Sendo absolvido do processo por falta de provas Ristori foi ainda assim condenado por associação à delinquência. Assim inicia sua peregrinação forçada por diversas prisões italianas: de Ústica a Ponza, de Porto Ercole às Trémiti, alojado em prisões superlotadas em condições desumanas nas quais Oreste sobreviveu entre ladrões e assassinos, conhecendo como muitos presos políticos. Endurecido pelo tempo nas prisões Oreste começaria a elaborar seu plano que futuramente recuperaria após ir para a América do Sul. A essa época escreveu seu primeiro artigo sobre as terríveis condições em que se encontravam os encarcerados, este foi publicado em diversas revistas anarquistas.
Depois de ser repatriado após uma tentativa de fuga para a França, Oreste decidiu deixar a Itália rumo a América do Sul viagem que fez sem passaporte embarcando em um navio como clandestino.

### Na Argentina
Em 1902 chega a Buenos Aires, a primeira parada do navio em que estava. Em poucos dias tem contato com anarquistas argentinos e italianos imigrados que se impressionaram com sua trajetória. Um ano, depois de ações ilegais e apoio aos trabalhadores e suas organizações foi deportado pelo governo argentino de volta para a Itália. À época o governo argentino emitiria uma nota afirmando que Oreste não era uma pessoa bem vinda em seu território.

### No Uruguai
No entanto, na primeira parada do navio em Montevidéu Oreste não só conseguiu escapar como também teve a coragem e astúcia suficientes para conseguir ser reembolsado de metade do valor do bilhete de viagem pago pelo governo argentino, declarando que havia entrado posteriormente a bordo. Em Montevideo um anos depois foi novamente preso para ser deportado para o seu país de origem. Mas desta vez, auxiliado por amigos que lhe conseguiram um barco, escapou lançando-se ao mar. No Uruguai Oreste se converteu em uma referência entre os libertários da Bacia do Prata, estimado por seus grandes discursos, muitas pessoas se deslocavam por horas para com ele estar. Morando em Montevidéu em 1903 durante uma festa organizada por anarquistas Ristori conheceu Mercedes Gomes, o grande amor de toda sua vida de quem ele seria inseparável até 1936.

### No Brasil

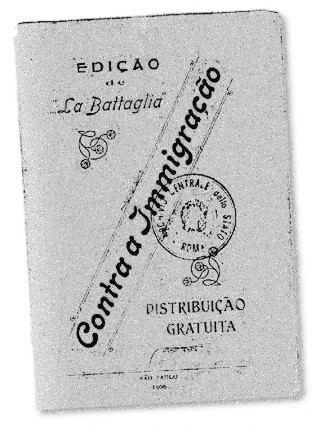
Capa da edição de La Battaglia de 1906.

Junto com Mercedes Gomes, naquele mesmo ano Ristori se mudou para o Brasil indo viver na cidade de São Paulo. Lá em 1904 passaram a publicar a revista La Battaglia realizando um grande sonho de sua vida. Na publicação semanal, parte em língua portuguesa, parte no idioma italiano, Oreste Ristori teve como colaboradores outros anarquistas imigrados da Itália como Alessandro Cerchiai e Gigi Damiani.
"…o maior agitador já surgido em terras brasileiras"— Everardo Dias, sobre Oreste Ristori
Rapidamente a La Battaglia tornou-se um marco de referência para todos os deserdados da Itália, denunciando a exploração e as condições desumanas a que eram sujeitos os trabalhadores de origem italiana, levados a fazendas distantes onde permaneciam isolados e inacessíveis e sujeitos a todo tipo de abuso por parte dos latifundiários, que lhes tinham muitas vezes como quase escravos brancos. Em 1906 a revista semanal teria suas oficinas invadidas pela polícia.

### Retorno à Bacia do Prata
Em 1912 Ristori e Mercedes mudaram-se para a Argentina deixando a edição da La Battaglia sob os cuidados de Gigi Damiani. Lá fundaram a revista El Burro, publicada mensalmente com ilustrações e caricaturas, de conteúdos anticlericais. Em El Burro Oreste buscou reproduzir a eficácia gráfica das revistas anarquistas italianas Asino di Podrecca e Galantara com seus formidáveis desenhos satíricos. O sucesso foi imediato e a revista chegou a alcançar uma tiragem tremenda.
Graças a sua militância e ao sucesso de sua revista em 1919 Oreste Ristori foi novamente preso e colocado em um navio para ser deportado para Itália. E pela terceira vez conseguiu escapar atirando-se ao mar. Conta a lenda em grande medida alimentada por ele próprio e por seus amigos paulistanos que ao atirar-se do navio Oreste não teria acertado a água mas sim uma barca de salvamento que encontrava-se logo abaixo. Na queda ele teria fraturado as duas pernas, motivo pelo qual permaneceu manco pelo resto de sua vida. Dali em diante viveria em Montevidéu com sua companheira até 1922.

### De volta ao Brasil
Em 1922 voltou para a cidade de São Paulo onde se colocou exerceu discretamente algumas atividades políticas. Continuou propagandeando o anarquismo no meio operário paulistano através de um novo periódico chamado L'Alba Rossa. Ao mesmo tempo Oreste incentivou a implantação da Escola Moderna seguindo os preceitos apontados pelo educador espanhol Francisco Ferrer para os filhos das classes populares de todo o estado de São Paulo.
À época grandes anarquistas e intelectuais vindos da itália costumavam se reunir no Café Guarani, na Rua Quinze, nas proximidades do largo Antonio Prado, para calorosos debates sobre os últimos acontecimentos políticos no mundo. Ela lá que Oreste se encontrava semanalmente com Antonio Piccarolo, Paolo Mazzoldi (diretor do semanário Don Chisciotte), Alessandro Cerchiai e Gigi Damiani (então diretores da La Battaglia).
Com a chegada do ditador Getúlio Vargas ao poder sua militância tornou-se novamente enérgica. Passou a criticar as ações do governo aos olhos do qual se tornou um elemento indesejado passando a ser investigado minuciosamente. Ristori foi fichado pelo DEOPS/SP como militante comunista, participante do Comitê Antiguerreiro e Antifascista onde realizava campanhas contra a guerra na Abissínia e na Etiópia.
"Das práticas de investigação resulta que Ristori é um anarquista exaltado, de alma má, avesso ao trabalho, capaz de qualquer ação delituosa. Possuía uma brochura anarquista com métodos de fabricação de explosivos, porém não encontrada na perseguição que lhe foi feita (…) Desde 1894 era considerado das autoridades de P.S. como anarquista, exaltado, prepotente e temível"— Relatório da polícia
Preso em dezembro de 1935 após realizar uma conferência em uma reunião da liga antifascista, Oreste teve seus livros e boletins confiscados, classificados de materiais subversivo após auto de busca e apreensão em sua residência em São Paulo.

### Regresso à Europa
No ano seguinte (1936) Oreste Ristori foi expulso do Brasil, sendo repatriado e conduzido até a cidade de Gênova onde seria entregue à polícia fascista, mas na ocasião novamente consegue escapar, retornando à Empoli por um curto período. Ao receber notícias da Guerra Civil Espanhola Oreste ruma para a Espanha se integrando as tropas das Milícias Internacionais que lutam contra as tropas de Franco.
Durante este período Ristori ateu-se à esperança de poder retornar à América do Sul onde Mercedes permanecia a sua espera. As cartas trocadas entre os dois são ainda hoje evidências de um amor indestrutível.
Com a vitória do ditador Franco e o fim da guerra na Espanha Oreste Ristori mudou-se para França onde viveu até 1940 quando foi deportado pelo Governo de Philippe Pétain (um governo fantoche instalado sob o controle dos nazistas) novamente para a Itália. Retornando à Empoli, tentou reconstruir sua vida com o auxilio de antigos companheiros que ainda se recordavam dele. Durante um tempo viveu no albergue e restaurante Maggino em Canto Ghibellino. Mais tarde mudou-se para Spicchio (Vinci), onde trabalhou em uma oficina de ampliação fotográfica, tentando não se expor demais devido as suas condições de saúde que haviam piorado.

### Morte
No entanto, sua atitude discreta desapareceria com a queda do governo de Mussolini em 25 de Julho de 1943. Ristori seria um dos principais articuladores da manifestação não-autorizada no centro da cidade. Foi imediatamente preso e quando estava sendo conduzido a um dos quartéis, voltou-se para o comandante de polícia responsável pela operação e lhe chamou de "frígido" (gelataio). Foi imediatamente levado para Murate em Florença onde foi acusado de injúria a um oficial público.
Na manhã de 2 de Dezembro de 1943 Oreste Ristori foi conduzido ao campo de tiro por policiais fascistas juntamente com outros quatro companheiros anarquistas e lá foram fuzilados.

## Legado
Oreste Ristori é quase uma figura lendária entre os anarquistas brasileiros. Em São Paulo existe uma rua e uma praça dedicada a ele. Seu nome é mencionado em todos os textos que falam da história do movimento anarquista na América do Sul. As duas publicações que criou foram durante anos espaços de divulgação de notícias, que resistiram mesmo em tempos de terríveis conflitos sociais.